# 弗魯特蘭 (北卡羅萊納州里奇蒙縣)
弗魯特蘭（英語：Fruitland）是位於美國北卡羅萊納州里奇蒙縣的非建制地區。

## 地理
弗魯特蘭所處的海拔為高於海平面128米（即420英呎），而該地所採用的時區為UTC-5，即北美东部时区（EST）。同時該地設有夏令時間，為UTC-5調快一小時，即UTC-4（EDT）。